# 新ビックリマン
『新ビックリマン』（しんビックリマン）は、1989年4月9日から1990年8月26日まで、朝日放送を制作局としてテレビ朝日系列で毎週日曜8:30 - 9:00（JST）に全72話が放送された、ASATSU・東映（東映動画）制作のテレビアニメ。

## 概要
前作『ビックリマン』から世界観を直接引き継いだ続編で、ひょんなことから一緒に旅をすることになったピア・マルコたち一行が、最終的に真に平和な世界「新河系」を築くまでを描く。原作であるロッテのチョコレート菓子『ビックリマン 悪魔VS天使シール』（以下、原作シール）のうち、本作品では第20 - 24弾に相当する箇所のストーリーが描かれており、原作シールのストーリーの後追いだった前作に対し、本作品は概ね原作シールと同時進行となった。他方で、2年目に入ってからは多少オリジナル色が強くなった。
平均視聴率（関東）は14.1％（最高18.5％）。

## 登場人物

### 次界

#### ワッPズ
ピア・マルコ→サン・マルコ→アレキサンマルコ
声 - 藤田淑子（タイトルコールも兼任）
本作品の主人公。前作のメインキャラクターにして伝説の英雄・ラファエロココとシヴァマリアの子（分身）であるのみならず、新たな世界を担う次代と呼ばれる種族だが、マルコ本人はそれを知らずただのお守りだと思っている。紫の長い髪と水色の瞳が特徴。口癖は「ぴぁ」で、一人称は「おいら」。怪力の持ち主でもあり大岩を軽々と持ち上げることができる。必殺技は「和聖合拳」。
とにかく食いしん坊で美味いものを食べること（特に饅頭が大好物）に目がなく、「それ、食えんのか？」もよく口にする。そのため、食べること目当てで行動することも多く、食べ物を手に入れられなかったときの落ち込みも激しい。普段は、のんびりだらだらしているうえに相当な天然ボケのところもあり、周りをイラつかせる行動もたびたびおこなうが、裏表がなく純粋無垢な性格であることから敵味方問わず好かれている。その一方、仲間たちの大ピンチの際には「親譲り」のパワーと行動力を強力に発揮するしっかりとした一面もある。
仲間たちと次界を旅立ち12エリアの旅を続けるにつれ、各エリアで手に入れた「セントジュエル」が腰のベルトに吸収されていき、肉体的にも精神的にも成長して力をつけていく。そして次界を旅立つ一番の原因となった「曼聖羅からの大洪水」を止めることに成功するまでになる。
大洪水騒動の後は、ディオ・コッキーがまたも聖ボックスを盗んだ影響と源層界の闇の神・ダークマターの策謀で仲間たちと共に異空間（ビックリ村）に飛ばされてしまうが、その世界でものんびりとした性格は変わらず（ただし、旅をしていたころの記憶は消されている）。しかしさらに多くの住民たちと「友情の絆」を結んでいくことで機微繊細さも身に着けていくことになり、そのことが後にマルコの精神的弱さともなった（ドラキュロスとの関係など）。ビックリ村からの脱出後は、故郷・次界にまで侵攻してきたダークマターのあまりに強大な力に敗れ、お気楽なマルコと言えどもどん底の底に叩き落され命の危機にまで陥る。しかし、聖神ナディアと異聖メディアの部下たちに助けられ、救出地・聖ランド（世界の中心・聖コアポイント）において自らの欠点である「欲望」を見つめなおすため修行する。そして次界が崩壊寸前にされたとき、「本当の使命」に目覚め、次界の太陽サン・マルコとして大きく成長することになる。しかし、そのためにビックリ村で共に学び遊んだ友・ドラキュロス（このころは内裏ネイロスに変化している）と争うことになる。最終回では12個のセントジュエルと合わさり、あらゆる世界を救う英雄アレキサンマルコとしてさらにパワーアップし、真に平和な世界「新河系」をつくりあげた。
漫画版ではアニメとは異なりゼウスに育てられ、当初のマルコはおじいちゃんっこで甘えん坊だった。
原作シールについては脚注を参照。
後年制作のテレビアニメ『ビックリマン2000』では、凶悪魔編にて「初代マルコ」としてアレキサンマルコのイメージだけが登場している。また、その子孫にマルコネオン、その息子である虹天使ダーツが登場する。
『祝!(ハピ☆ラキ)ビックリマン』では最終回にて登場した。
プッチー・オリン / オリン姫
声 - 久川綾
マルコたち一行を聖宝石へ導く謎の少女で、青い葉の髪と青い目、白い肌の小さな妖精のような姿をしている。優しい性格だが意志が強く、時に一人で先走ることもある。
得意技は赤いカスタネットを使って様々な術を使うこと。はじめは「プッチー」「ワッピー」としか話せなかったが、曼聖羅編終了後は普通に会話できるようになった（それとともに肌の色も白から薄橙色になった）。
その正体は、次界を滅ぼそうと企む曼聖羅の女王・異聖メディアと超聖神との間の娘「オリン姫」である。聖神ナディアらへの個人的な恨みから次界を滅ぼそうとする母を止めようと聖なる魂、プッチー（聖神ナディアの若き頃のナーディに瓜二つ）の姿に変身して一人次界へと旅立つ。オリン姫の時は水色の瞳に赤紫の髪をしている。また、曼聖羅編最終回ではナディアにより後継者に指名される。マルコとは旅を続けていくにつれて相思相愛になっていき、マルコがダークマターによって記憶を失った時にはその愛で記憶を甦らせた。
原作シールでの扱いについては脚注を参照。
ベリー・オズ
声 - 塩沢兼人
様々な時を写し取った聖ボックスを無数に収める「時の城」のガード天使。かつてヘッドロココたちと出会った天使一角キング（声 - 平野正人）の子孫。「ルビコン・エリア」で自分が純粋な天使ではなく、マルコやコッキーと同じ次代であることが判明した際は大変ショックを受ける。
生真面目な性格で、「美しくない」曲がったことが大嫌い。自らの容姿、ガード天使であること、そして剣の腕に誇りを持っていることから勝手に「指揮官」だと自任しており、仲間を見下したような態度を度々とり、コッキーとケンカになったり、マルコを馬鹿にするなど、やや傲慢な部分もあったが、実際は不器用な努力家なだけである。頭が良くまとめ役や作戦を考えたりする活躍が多いが、かなりの三枚目キャラクターで、自らも（マルコたちに負けず劣らず）意味不明な行動をとることも度々。加えて大変な音痴。髪の色はオレンジで瞳は黒色。
武器はマヤ・セッ剣。剣の腕や少し変わった性格は、先祖からの遺伝と元師匠の男キホーテ王（声 - 田中和実）の影響を大きく受けている。
最終回ではベリー・オズG（ジャイケット）としてパワーアップ。先祖伝来らしいジャイケット姿を披露し、決死の覚悟でバリアに立ち向かうが全く歯が立たなかった。だが、サン・マルコの失われた記憶を揺り動かすきっかけになった。
原作シールでの扱いについては脚注を参照。
ディオ・コッキー
声 - 千葉繁
盗みを生業とする悪魔。物語中2度も「時の城」に忍びこみ聖ボックスを盗むという重要な役を担う。悪魔帝国を築くという夢のため、ひたすら「お宝」を狙う。ずる賢くすばしっこい悪党を気取っているものの本当の悪になりきれない。皮肉屋で、自らの利益にならないことに関しては投げやりな一方で、恋をした女性（プッチー＝オリン姫や「ルビコン・エリア」のパソン姫、「ベイギャルズ」のボルカンヌ）に対しては、命を賭して彼女らを守る行動をとるなどの純情さも持ち合わせていた。「ルビコン・エリア」で彼が純粋な悪魔ではなく次代であることが判明する。
武器はフック型の短剣・ペロポネ剣（ソード）で、戦闘以外に盗みの道具としても活用される。
祖父の昔話からブラックゼウスに憧れており、旅の途中で一時はマルコたちを裏切ったが、一緒に旅してきた仲間たちのことが忘れられず結局は戻ってきてしまう。物語を通じて様々な仲間と触れ合うにつれ、内面も少しずつ変わっていく。
原作シールについては脚注を参照。

#### 次界警備隊・次界の住民
ヤマトウォーリア
声 - 堀川亮
次界警備隊隊長（執政官）で、オズの上司。次界を築いたヤマト爆神の子孫にあたる。長い黒髪、黒い目の持ち主で、額の白いはちまきと桃色の鎧が特徴。当初マルコたち一行を罪人として捕まえるようベイギャルズに命令していたが、次界の危機を知ってからは協力するようになる。心配性で小心でうおっちょこちょいだが、頭の回転は速い。剣と防御技が得意で戦闘時はヤマト爆神に似た鎧をまとう。
先祖のヤマト爆神は攻撃時に「やっちゃきー」という掛け声を出していたが、ヤマトウォーリアの場合は「どっちゃきー」と叫ぶ。
19弾シール次代。
スーパーゼウス
声 - 八奈見乗児
天聖界のヘッド。次界の危機を知らせたり、サン・マルコに「時の綱」の在り処を教えるなど、物語の先導役を果たす。詳しくは、スーパーゼウスを参照。
リポ太坊（リポターボ）
声 - 龍田直樹
次界のリポーター。毎回のタイトルコール前にこれまでのあらすじを紹介したり、各エリアに現れ実況中継を行なうなどの活躍をした。
シャーマンカーン
声 - 永井一郎
スーパーゼウスを補佐する全情の神。

#### 次代VAN
マルコのパワーアップに力を貸した次代たち。体に理力を注入した者と、アイテムや必殺技を伝授した者がいる。
蝶子良（ちょうしよし）
声 - 佐藤智恵
真珠の国パールディメンションに住む蝶の姿をした次代の少女。現地には同じ姿をした少女たちが大勢生息する場所がある。元は芋体型のコンプレックスを持った天使、芋丁止（いもちょうし）だったが、創聖童鬼の聖ピカギリからの襲撃から身を挺してマルコたちをかばい、そのはずみで脱皮して蝶の姿となった。
のりのん
声 - 林原めぐみ
英雄の国ペリドミリィで英雄になる事を夢見る次代の少年。天使のガールフレンド、カーニボンを守れなかったことを苦にして英雄になることにこだわっているが、わが身かわいさにマルコを裏切ったり、カーニボンに再会したとたんに信念が変わるなどの情けない姿が目立つが、それでもマルコのピンチに自ら駆けつけるなど男気も見せる。
エリースター
声 - 佐藤浩之
パ巳ロの部下。サファイアンシップエリアにおいてマルコチームと格闘技のタッグマッチをおこなうが、戦いの途中で勢い余って火の海に落ちかけてしまう。その後、アメジアンスでマルコがブラックゼウスに敗北しかけた際に、蝶子良と共に救出に訪れてパワーを与える。
クイーンサヌア
声 - 向井真理子
午ノフ王の部下。惚れっぽい性格で、常に「格好良い男」を次々ととっかえひっかえしている。ただ、しばらくは惚れた男に尽くそうという面もある。
こげ面公（こげめんこう）
声 - 金丸日向子
料理下手のお守りで、いつも悪魔のレンタンぴんにどやされている。ラピジュエルのカギとなる料理を作る。
ウォッ珍（ウォッちん）
声 - 林原めぐみ
こげ面公の友人のお守り。あまりに天然ボケのマルコとの相性が非常に悪く、ぶつかってばかりであったが次第に打ち解けていき、最後は力を合わせてブラックゼウスをラピスードから追い払うことに成功する。
チュー蘭チャン（チューランチャン）
声 - 中島千里
アクアジュエルで花を育てている。マルコ一行にアクアジュエルの場所を教える。
ベンギャル
声 - 江森浩子
マルコを助けるために加勢に向かおうとしていた際、ワゴンが故障して偶然会ったシャパンに修理を頼む。ワゴンが修理できたのち、マルコパワーアップのためにかけつけて力を貸す。
シャパン
声 - 金丸淳一
ガーネメントの機械技師。女好きでちゃらちゃらした軽い男ではあるが、技師としての腕は確か。その腕を見込まれて大けがをしたヘラクライストの修理を担当することになるが、シャパンが唯一修理し切れなかった弱点をブラックゼウスに突かれてしまう。のちにベンギャルとともにマルコパワーアップに力を貸す。
フレグレイス
声 - 中島千里
アメジアンスの伝説の眠れる美女。「我（眠れる美女）を目覚めさせたものに願いを一つ叶える」という約束をする。

#### ベイギャルズ
天蓋瀑布に飲み込まれた神帝隊の理力により生まれたメイドン天使の生まれ変わり。ベリー・オズとともに「次界警備隊」の任務についている。「次界一の力持ち」集団。上司のヤマトウォーリアを慕っている。ヤマトウォーリアの戦闘時には変身して武器や防具になる。5人連なりのギャル5ビターという卵形のメカに一人ずつ乗っている。
ヤマトウォーリアの勘違いから「次界を乗っ取るために聖ボックスを盗みだした」という容疑をかけられたマルコ一行を捕らえるために冒険に出発する。マルコたちの疑いが晴れてからは協力しあうようになったものの、「聖宝石（セント・ジュエル）」発見競争をすることもあった。
元々は本作品オリジナルの設定であったが、後に第22弾にてヘッドシール化された。OVA『ピア・マルコの挑戦』に登場した際はメイドン天使そっくりの姿で現れる。
ミネルンバ
声 - 中島千里
ピーター神子の理力から生まれた。ルーツはメイドン幻使（後述）。メインカラーは赤。ベイギャルズのリーダー格。
星氷剣をもつ。お嬢様的で語尾に「〜でございます」をつけて話す。周りへの気配りができる。
ボルカンヌ
声 - 上村典子
天子男ジャックの理力から生まれた。ルーツはメイドン遊使（後述）。メインカラーはオレンジ。
ベイギャルズのリーダーで面倒見がいい。強気で男勝りの性格だが、可愛らしい一面を見せることもある。後にコッキーと恋に落ちる。ベスタニヤのことを妹のように本気で心配するなど、優しく繊細な一面も見せるようになる。
先祖と同じように「聖コインつぶて」で相手を威嚇する。
ベスタニヤ
声 - 鈴木砂織
牛若天子の理力から生まれた。ルーツはメイドン霊使（後述）。メインカラーは黄色。
聖笛を武器とする。甘えん坊の性格でおっとりしているが、おてんばで行動派。語尾は「でちゅピー」。本人は自覚がないが料理下手で、料理を食べたPアンノが気絶するほどである。音楽の国「トパズランド」の住人Pアンノと恋に落ちるが、Pアンノに自分のそばにいるより次界を救ってほしいと言われて、Pアンノへの想いを笛で奏でながら旅立った。
セレンス
声 - 丸尾知子
魯神フッドの理力から生まれた。ルーツはメイドン豊使（後述）。メインカラーは緑。
ベリー・オズの幼なじみで、常にオズの身を案じる。オズのことになると冷静さを失う行動をとってしまう。「リンリンごう鐸」を武器に持つ。語尾は「だわさ」。オズの心配をしているときに、ベイギャルズの皆から「赤くなった」などとからかわれ激怒したこともある。怒ると怖い。
メルクリン
声 - 柳沢三千代
一本釣帝の理力から生まれた。ルーツはメイドン界使（後述）。メインカラーは青。
武器は聖フック。いつも最初に攻撃を仕掛ける。コッキー同様に聖フックを使ったアクションが多い。語尾は「じゃん」。

#### メイドン天使
ベイギャルズの先祖。第27話のみ登場した。なお、メイドン界使以外はスカートが短い（メイドン幻使はスカートがスリットになっている）。
メイドン幻使
声 - 中島千里
ピーター神子が悪魔との戦いで命を落とした後に生まれたメイドン天使。髪は水色。クリクリした目と長髪がトレードマーク。後のミネルンバ。
メイドン遊使
声 - 上村典子
天子男ジャックが悪魔との戦いで命を落とした後に生まれたメイドン天使。髪は橙色。丸い目と天然パーマがトレードマーク。後のボルカンヌ。
メイドン霊使
声 - 鈴木砂織
牛若天子が悪魔との戦いで命を落とした後に生まれたメイドン天使。髪は青色。たれ目とひらひら布がトレードマーク。後のベスタニャ。
メイドン豊使
声 - 丸尾知子
魯神フッドが悪魔との戦いで命を落とした後に生まれたメイドン天使。髪は緑色。つり目と三つ編み頭がトレードマーク。後のセレンス。
メイドン界使
声 - 柳沢三千代
一本釣帝が悪魔との戦いで命を落とした後に生まれたメイドン天使。髪は茶色。大きい目と豪快な笑顔がトレードマーク。後のメルクリン。

#### その他
ヘラクライスト
声 - 飛田展男
前作でブラックゼウスに勝利した後、天聖門への道のバリアをこじ開けようとして故障し眠りについていた聖ボット。ヤマトウォーリアによって復活するが、復活したブラックゼウスとの戦いで未修理の弱点を突かれ破壊されてしまった。

### 源層界
太古より存在する神々の世界。
超聖神
声 - 戸谷公次
この世の全てをつくり出した絶対神であるとともに、前作の天聖界と天魔界の抗争、ひいては次界が滅びるそもそもの原因を作った張本人でもある。スーパーゼウスに似たシルエットのみ登場。シリーズを通して謎の存在として描かれており、本作品でもその正体に触れられることはなかった。
オパザード編にて、ナディアとメディアがなぜ超聖神を挟んで確執を持つようになったのかというエピソードが描かれた。
聖神ナディア（ナーディ）
声 - 山口奈々 / 金丸日向子（ナーディ）
前作で言う「聖神様」。超聖神にかわり、源層界と表層界（曼聖羅とエズフィト以外）を治める。また、スーパーゼウスとブラックゼウスの創造主（母）である。異聖メディアとは無二の親友であった。かつては、源層界の聖火界を管理しており、男勝りで高い戦闘力を誇った。メディアが追放されたあとも、メディアのことを気にかけており、極寒と荒廃の地・曼聖羅を温暖な気候に変えるために全てのパワーを使い果たし、老婆の姿になってしまった。そのため、聖神としての権威も体力もかつてのように強大ではなくなってしまった。
超聖神に仕えるナーディとして聖火山の守役をしていたころ、オパジュエル探しで時を遡ったマルコたちと係わり合いになる。その際、プッチーを見てナーディは自分とあまりに似ているために驚いている描写がある。これは、「オリン姫が『あの方（超聖神）と聖神ナディアの娘』である」という噂が源層界の間で一時広まっていたため、もしやと思った聖梵ムガルが（次界への旅の途中のオリン姫が）いつどこでナディアに会ってもわかるようにと、オリンをナーディ（若いころのナディア）に似せた姿に変身させていたことによるものである。ただ、この噂は、曼聖羅編最終盤で「良い姫に育ちましたね。流石、『あの方とメディア』の娘」と聖神ナディアが皆の前で直接否定したことで根も葉もないデタラメであると証明された。
和解後はメディアの静養先（聖ランド）を改めて訪ねていき、修行に来ていたピア・マルコに残っていた力を与えてサン・マルコへの成長の手助けをする。
FuzzyM.R
声 - 江森浩子
ラファエロココとシヴァマリアが一つとなった姿。過去編に登場した際はピア・マルコを産み落とす姿をマルコたちが目撃した。また、アクアマービィでは、ピア・マルコや次代VANたちの前に現れてマルコパワーアップ（次王帝化）を助けた。

#### 新界王（カーネルダース）
聖神ナディアから、次界の周辺に存在する12のエリア「ハートタンク」の統治を任されている12人の王。次界を救う聖宝石を捜す手助けをしてくれた。ガーネメントでカーネルダースが集合し、大洪水を止めようとするが、辰統一世の心の迷いから失敗する。キャラクターの配列は日本の十二支に由来する。メンバー全員超人的なパワーの持ち主で超高速の瞬間的な移動が可能。
アウグス子's（アウグスネス）
水晶の国、次界第一のエリア「ダイヤメーション」の王。本作品ではシルエットのみ登場。また、オズの同級生（ライバル）であったダイヤグレー公（声 - 難波圭一）がダイヤメーション警備隊長として登場。マルコに最初の聖ジュエル（ダイヤジュエルベルト）を与えることになる。
ダリ丑（ダリうし）
緑の国、次界第二のエリア「エメラジェンス」の王。本作品ではシルエットのみ。
エメラジェンスは本来は緑あふれる国だが、国の宝エメラジュエルが眠りにつき、石になったために砂漠の国になっていた。
アン寅ネット（アントラネット）
真珠状の世界が数多く浮かぶ国、次界第三のエリア「パールディメンション」の女王。
本作品では不在だったため、女王代理としてアントロイメ（声 - 鶴ひろみ）が治めていた。
後にカーネルダース集合時にシルエットで登場。
この国の一日は外の世界だと100年になる。正しいルートでないと一気に年を取る。脱出方法は、二つの太陽が重なる時にできる光の柱から出る。
卯帝（うてい）
声 - 龍田直樹
コンピュータに完全制御された文明の国、次界第四のエリア「ルビコンエリア」の国王。
大臣のハッカニアン（声 - 飯塚昭三）に「ルビジュエル」を奪われ、操られた上に存在すら消されそうになるが、マルコたちに助けられる。
次代パソン姫（声 - 久川綾）の父親。
辰統一世（タットーいっせい）
声 - 戸谷公次
英雄の国、次界第五のエリア「ペリドミリィ」の王。ペリジュエルのついた剣を所持している。勇者が自分に挑んでくるたびに「勇者の力を与える」などといっていたがそれは真っ赤な嘘。本当の目的は、ペリジュエルの光線を当てることで「勇者の力」を奪い石に変え、その奪った力を「育てている赤子たち」に与えて、彼らに笑ってもらう（元気を取り戻してもらう）ことが目的であった。しかし、ペリドミリィの最終話（21話）において、オズが辰統一世と剣の互角の勝負をしたこと、赤子たちがマルコになついたこと、そしてなにより辰統一世自身がフェスティバー（声 - 西村知道）の太鼓で踊って笑顔になったことにより、赤子たちが笑顔（元気）を取り戻したことから、辰統一世もペリジュエルも「マルコたちの力と勇気」を認め、今まで石にしていた人物たちもすべて元に戻した。
普段の性格は豪放磊落ではあったのだが、その一方ナディアから与えられた聖ミーヤと、メディアから与えられた魔デストンの赤子2人を育てているために、ナディアにつくかメディアにつくかで悩み続けるという心の迷いもずっと抱えていた。
そしてその心の迷いが、のちに曼聖羅からの大洪水をカーネルダースの12集団で防ごうとした結界作戦（「爆神力（ばくじんりき）」）の際に集中力を欠いて、結界作戦が大失敗してしまう要因となる。
パ巳ロ（パミロ）
声 - 徳丸完
格闘技の国、次界第六のエリア「サファイアンシップ」の王。カーネルダースのリーダー格。
サファイアンジュエルを所持している。戦士ドームンクと手を組み、国を挙げて格闘技大会を行い、自らに挑戦してくる最強の戦士を探していた。それは、国の上空を覆ってしまった曼聖羅からの毒ガスを打ち払うために使う自らの力（＝サファイアンジュエル）を受け止めきれる真の勇者を探すためであった。
午ノフ王（うまノフおう）
声 - 佐藤正治
時間を管理する国、次界第七のエリア「オパザード」の王。
国の宝オパジュエルが安置台から無くなると、時間がめちゃくちゃになる。過去の世界ではオズの先祖である一角キングを部下としていた。
オパジュエルはセントジュエルのかけらのひとつであるという言い伝えがあると教えてくれた人物。
コンスタン未（コンスタンひつじ）
声 - 佐藤正治
音楽に満ちた平和なホルン型の国、次界第八のエリア「トパズランド」の王にして伝説の指揮者。
海底深くで眠っていたが、曼聖羅からの洪水で国が滅びかけたときに目覚める。
申る伯（さるるはく）
声 - 龍田直樹
食べ物の国、次界第九のエリア「ラピスード」の王。
ブラックゼウスとスーパーデビルに敗れ、危機に陥るが、それがマルコにパワーアップのきっかけを与えた。
ペルセ酉主（ペルセとりす）
声 - 田中和実
自然と機械が調和する国、次界第十のエリア「ガーネメント」の王。
この国の上空に大洪水の通り道「亜空間道」がある。占いでカーネルダースのなかに裏切り者がいると予言した。それが辰統一世であると疑いの目を向ける。見かけによらずかなりの天然キャラで、マルコから「おっちゃんの顔怖いなぁ」と容赦なく突っ込まれ心折れていた。
戌ドリヒ大王（いぬドリヒだいおう）
声 - 佐藤正治
バイオ生物の国、次界第十一のエリア「アメジアンス」の王。
ブラックゼウスの攻撃と曼聖羅の洪水で国を破壊されてしまう。
ムガール亥（ムガールい）
声 - 龍田直樹
水の国、次界第十二のエリア「アクアマーピィ」の王。
国を統御していた「アクアジュエル」を奪われた影響で凍ってしまった。

#### カーネルダーク
異聖メディアを一方的に追放した「超聖神」に逆らい、超聖神と聖神ナディアを倒そうとするが、逆に異次元の世界に閉じ込められた神々。ブラックゼウスに助け出されてからはブラックゼウスに従っていたが不信感も持っている。最終的に聖神ナディアと異聖メディアの関係改善に思わぬ役割を果たすことになる。
カーネルダースとは対になる動物モチーフで構成されており猫ライ一世（声 - 徳丸完）、ミ蛙帝（声 - 龍田直樹）、狸アヌス、光亀帝、麒麟ザー公、マングス珍、驢馬ンリ一世、狼ュール一世（声 - 田中秀幸）、蟹大帝、蝙蝠ヒ伯、蚤ノフ王（声 - 広森信吾）、獅子チヌス一世の12人。原作シール20弾ヘッドシール。

#### 創聖使
太古の時代、源層紀以前より存在し、超聖神と共に世界を創造したといわれる超古代の神々。死の淵を漂っていたブラックゼウスを救い出し、若返らせ強化アイテム（翼、始祖ジュラの頭、冠、鎧、心臓、力）を与えて蘇生させた。本作品では何の目的で動いているのかは最後まで謎のままであった。
パーミンダロス（声 - 佐藤正治）、カーボメロス、エウリピデボン、ミレトシルル、オルドトス（声 - 塩屋浩三）、カンブディアスの6人。原作シール21弾ヘッドシール。

### 曼聖羅
異聖メディア（メディ）
声 - 中西妙子 / 冬馬由美（メディ）
世界を統べる聖神と対をなす異聖神。別次元に曼聖羅という水と蓮の世界を創造した。かつて源層界を追放された悲劇の女王。
本来は非常に優しい性格で、配下を大事にするばかりではなく聖魔大戦で肉体を失っていたアリババ神帝をも再生して重用する慈愛と度量を持つ。反面、その性格が災いして思いつめやすい面があり、判断ミスを誘発することもある。
かつて源層界の聖水界を管理しており、超聖神との間にオリン姫をもうける。しかし、そのゆりかごである蓮のつぼみを守るために聖水を遮断し、命の実を聖火山の噴火による危機にさらしてしまい、超聖神の怒りを買い、源層界を追放されてしまう。
追放に絶望し、それが聖神ナディアの差し金だと思いこみ、ナディアと「次界」に尋常ならぬ恨みと恐れを持ち続けている。やがて次界の聖火光の揺らめきを見て、その光と熱でナディアが曼聖羅を滅ぼそうとしていると考え、次界に向けて大洪水を放った。後に娘のオリンらの尽力で真実（聖火光の揺らめきはナディアへの憎しみから屈折して見えたものであり、また、極寒の地であった曼聖羅創設の地を温暖な気候に変えて用意していたのはナディアだった）を知り、和解。曼聖羅編の最後でブラックゼウスと直接対決、何とか退けるものの深手を負い「聖ランド」で静養していた。
物語の最終盤に再登場し、マルコやオリンのために力を貸す。

#### 創聖巡使
原作シール12弾、13弾、15弾ヘッドシール。本作品では披露されなかったものの、原作シールにおいてはミロク、ムガルは怪奇（ミステリー）フォームと呼ばれる戦闘形態を持つ。
聖梵ミロク（セントボンミロク）
声 - 銀河万丈
異聖メディアに忠実な侍従。かつて偶然に、悪魔化したアリババ神帝を救ったことがある。
聖梵ムガル（セントボンムガル）
声 - 上村典子
プッチー・オリンの乳母。彼女が次界に行く手助けをしたため、メディアからは距離を置いている。
聖梵インダスト（セントボンインダスト）
声 - 徳丸完
回想シーンにのみ登場。メディアの付き人。

#### 創聖童鬼
原作シール16弾天使（異聖天使）。曼聖羅の若き精鋭で曼聖羅版若神子とも言える存在。3人とも幼馴染かつ幼少の頃からメディアに仕えていた。
聖ピカギリ（セントピカギリ）
声 - 橋本晃一
バイオリンを奏でることで発生する音波「般若子好スゴイネルY染」と、「般若波」というエネルギー波で攻撃する。このバイオリンで伝説の巨人Lクトン公を復活させた張本人。強いが、熱くなりやすい性格で失敗が多い。真因如を好いている。
真因如（しんいんにょ）
声 - 勝生真沙子
創聖童鬼の紅一点。一刺槍と聖羅盾を振り回し、頭に付いている刃を飛ばして攻撃する。かなり気は強いが、繊細な所もある。精神的にもろい面もある。髪の毛は長毛で栗色。怒らせると怖い。
アッシラ王
声 - 田中秀幸
創聖童鬼のリーダー格。いつも冷静沈着。風の使い手で、風にまつわる格言を好んで口にする。左足が弱点。確実に作戦を成功に導き、メディアの信頼も厚い。争いを好まないPアンノに理解を示す一面もある。シリアスなキャラクターであり、3人の中でもギャグタッチになることが少ない。

#### その他
ゴル胡魔193（ゴルゴマいっきゅうさん）
声 - 中尾隆聖
曼聖羅に雇われた殺し屋。度々マルコたちの命を狙うが、ドジな性格が災いし失敗を繰り返す。そのためメディアの怒りを買う。ビックリ村では、怪盗もの魔ね（声 - 矢田耕司）を追う警部として再登場する。
ワープスライダーP / ペガ・アリババ
声 - 丸尾知子
プッチーと行動を共にする生体メカ、バイオバイザ。通称「ワッP」。
その正体は聖魔大戦で倒れたアリババ神帝の転生した姿。ルビコン・エリアで、マルコ、オズ、コッキーに、それぞれの移動バイオバイザ（「ホーサフィン」「オーストルーザー」「キャメロデオ」）を生み出す。
次界の破壊には反対しているが、肉体を失った自分を再生してくれた上に、王女の側近に抜擢してくれたメディアへの感謝と忠誠心は非常に厚い。
プッチーがオリン姫に戻ったおり、一時ワッPもペガ・アリババに戻り、傷心のプッチーを支えた。また、ビックリ村では芸助に呼ばれて登場し、物語を動かすきっかけを作ることになる。
余尾銀（よびぎん）
声 - 佐藤正治
真因如の忠実な部下。ドジだが石化の術で動けなくなったのりのんをそそのかし、コンリン奈落の術でマルコを追い詰めるなど頭脳派の一面もある。真因如を身を挺して守るなど忠臣ぶりを発揮するが、サファイアンシップの登場を最後に、オパザード以降出番がなくなる。

### 天魔界
B・Z・H<ブラック・ゼウス・ヘッド>
声 - 若本規夫
その昔、聖ボット・ヘラクライストに敗れて死の淵を漂っていた悪魔の超ヘッド。スーパーゼウスとは双子の関係。創聖使たちにより、若返りパワーアップして復活する。ビデオカメラにもなる「始祖ジュラの頭」が胸についており、黒いマントを羽織っている。頭に付いた大きな角「ドラホーン」からエネルギーを放射。かつての技「虹光波」もさらに強化され健在。
より強大な力を身につけ、かつて敗れたヘラクライストを「表に出ろ！」の挑発をやり返して倒す。曼聖羅と組み、マルコ一行を散々苦しめた。次界も曼聖羅も倒して自らの帝国（ブラックゼウス帝国）を造ろうと企んでいるため、曼聖羅陣営からも警戒されていた。
メディアに反旗を翻し、直接対決に出たが、傷つき意識を失う。後にダークマターによって助け出され、次界に攻め入る。
何も考えず物を破壊したり、口癖「力こそパワー」をひたすら叫んだり「筋肉バカ」な面が目立つ。その一方、目的のために手段を選ばず、カーネルダークを偽のビデオで焚きつけ味方に引き込んだり、異聖メディア相手に駆け引きを行うなど、時折有能な策士の一面も見せる。
ビックリ学園編では体育教師。ジャージ姿でやかんを振り回し、マリア先生を追いかけ回す。こちらは完全な筋肉バカ。通常編ではプッチー・オリンに執着していた。
原作シールでは復活後、再び行方不明になったという設定だが、本作品では曼聖羅編以降もビックリ学園編、ダークマター編を最後まで生き延びた。原作21弾ヘッドシール。
スーパーデビル
声 - 青野武
元天魔界のスーパーヘッド。詳細はスーパーデビルを参照。かつて始祖ジュラに代わり、天魔界をブラック戒律によって治めた悪魔ヘッド。前作の終盤にワンダーマリアの六聖球ソードに刺され、瀕死の重傷を負い、理力の欠片だけとなり彷徨っていたところを曼聖羅に拾われ、メディアの配下として仕えていた。復活し、強化されたB・Z・H（ブラックゼウスヘッド）を曼聖羅側に取り込んでからは、天魔界の復活と自身の復権のために水面下で計画を進行するようになる。

### エズフィト
かつて隆盛を誇った悪魔文明。現在は砂漠化の一途で崩壊寸前である世界。古風な口調で話す者が多い。
サイキュロス → ドラキュロス → 内裏ネイロス（だいりネイロス）
声 - 柳沢三千代 → 龍田直樹
ビックリ学園編から登場した新キャラクター。始めはピエロのような容姿だったがパワーアップ後は美青年に成長。大金持ちで本来いじめっ子キャラクターのはずが、逆にいじめられる羽目になる。マルコの裏表の無い性格に振り回され続けたが後に友情を育む。
ダークマターの声にそそのかされ、自らが魔肖ネロの因子を受け継ぐ者と知る。覚醒したサイキュロスはドラキュロスにパワーアップ。その後、ダークマターの魔漆黒船の原動力となり、共に次界殲滅を企むが、中途でエズフィトにさらわれる。
そしてクレオクスと結婚し、エズフィトの王、内裏ネイロスとなり次界に宣戦布告。サン・マルコを倒し、ただ一人の太陽になろうと画策し、マルコと仲間を引き離すべく策略を巡らした。そのためマルコはかつて彼と築いた友情に悩むことになった。自分自身もその気持ちに惑わされて間抜けを演じる場面もあった。
原作シール22弾次代、23弾&24弾ヘッドシール。また、後に発売された原作シール31弾では反ソルネイロスとなり、太陽となるという意志とは裏腹に月となる。
魔妃クレオクス（まひクレオクス） → 内裏クレオクス妃（だいりクレオクスひ）
声 - 土井美加
エズフィトを治めていた女王。滅び行く祖国を立て直すため、力を秘めた悪魔ドラキュロスを招聘した。やがて内裏ネイロスと結婚した後は仲睦まじく暮らすとともに、全ての世界を新生させる聖コアポイントにてエズフィトだけの世界を作ろうと目論む。
原作シール23&24弾ヘッドシール。
魔子クレオクフ（まじクレオクフ）
声 - 佐藤浩之
魔妃クレオクスの弟。ドラキュロスをエズフィトに連れてきた張本人。内裏ネイロス誕生後は、姉を奪われる疑念を抱き、おまけに敵であるピア・マルコ（サン・マルコ）とも友情を交わしてしまう。愛、友情、祖国の間で苦しんだ。
原作シール23弾ヘッドシール。

### 暗黒世界（源層大魔テーション）
ダークマター
声 - 佐藤正治
源層界の闇が集まるという源層大魔テーションの闇の神。超聖神に匹敵する力を持つと自称している（聖神ナディア、異聖メディアの力をもってしても抑えられないという）。
時間と記憶と人の心を操ることができる。聖宝石と対をなす影の宝石黒宝石が集まった際、これが飛び散るのを防ぎ、異次元空間「ビックリ村」を作る原動力としていた。そこでサイキュロスを成長させ、パワーアップさせ、悪魔ヘッドとするのが目的。
表の世界である次界や、ドラキュロスを奪ったエズフィトに度々攻め入る。ブラックゼウス、スーパーデビルを復活させ手駒とするなど物語後半の黒幕となった。目的は全ての記憶も時間も無い闇の世界を築くこと。光の世界である次界などの成長を危惧している。
原作シール22弾ヘッドシール。原作シールの設定では悪魔エネルギーの集合地「魔性暗黒ゾーン」を生み出し、悪魔の統率者スーパーデビルを生み出した。

### ビックリ村（ビックリ学園）
ダークマターが作り出した異次元世界。52話から63話までの舞台。ここに落ちたマルコらとベイギャルズは元の記憶を失ってしまった。スーパーゼウス校長、スーパーデビル教頭、ブラックゼウス先生などが勤めるビックリ学園を舞台に、呑気に日々を過ごす彼らだったが、サイキュロスのパワーアップと共に、その日々に終わりが訪れた。ゼウス、ロココ、マリア、神帝隊などは過去の世界から集められたらしい。
（ワンダー）マリア
声 - 江森浩子
ビックリ学園の先生にしてシスター。普段はおっとりとした優しい性格の美しい女性だが、怒ると凶暴になる。ヘッドロココとは相思相愛である。
ヘッドロココ
声 - 橋本晃一
ビックリ村の平和を守る（自称）愛と正義の英雄。周りと少しずれている。ヤマトウォーリアとの偶然の通信により、世界のおかしさに最初に気づく。
七人の神帝隊
英雄の森に暮らすヘッドロココの部下。
黎元老守（れいげんろうしゅ）
声 - 龍田直樹
ビックリ村に暮らす、マルコの保護者的存在。
トジックバラ
声 - 橋本晃一
サイキュロスの執事。我侭放題のサイキュロスを暖かく見守り、その行く末を心配している。ドラキュロス化した後、しばらくはさらに凶暴になった性格に手を焼いていたが、その後の消息は不明。

### 聖ランド
全世界の中心に位置する隠れ里。異聖メディアが静養している。同時に全世界を新生させる聖コアポイントでもあり、最終局面ではここの争奪戦が軸となった。
源P7（げんピーセブン）
異聖メディアの側に使える7人組。ピア・マルコを成長変身させようとするメディアとナディアの補佐をする。マルコたちのピンチにも駆けつけた。
下に挙げた他は聖アポン、聖マルス、聖ジュピタス、聖サタイタン、聖マーキュリーンがいる。七曜がモチーフ。原作シール23弾ヘッド。
聖ビーナシス
声 - 半谷きみえ
異聖メディアの命でピア・マルコを迎えに行った。活発で明るく真面目な性格。マルコに一目惚れしてしまい陰ひなたなくマルコに尽くすものの、最終回で身を引くことになる。
聖ムーンかぐや
声 - 萩森順子
月のような顔の源P7。

## スタッフ
- プロデューサー - 鍋島進二（朝日放送）、春日東、亀山泰夫(ASATSU)
- 企画 - 七條敬三
- シリーズ構成 - 富田祐弘
- 連載 - 幼稚園、学習幼稚園、てれびくん
- 音楽 - 菊池俊輔
- シリーズディレクター - 貝沢幸男
- キャラクターデザイン - 青山充
- 美術デザイン - 浦田又治
- 製作担当 - 横井三郎
- 特殊効果 - 朝沼清良、山本公、中島正之
- 編集 - 片桐公一
- 録音 - 池上信照
- 効果 - E&Mプランニングセンター
- 選曲 - 佐藤恭野
- 記録 - 原芳子
- アシスタントプロデューサー - 東伊里弥
- 現像 - 東映化学
- アニメーション制作 - 東映動画
- 制作 - 朝日放送→ABC、ASATSU、東映

※オープニングにおける放送局表記は前作やメイプルタウン物語（第1期およびパームタウン編）と異なりABC（スタッフ表記はゴシック体、エンドクレジットは3代目ロゴ）を使用している。

## 主題歌
オープニングテーマ「セント・ジュエルを探せ!」
歌 - ワッPズ（藤田淑子、久川綾、塩沢兼人、千葉繁） / 作詞 - 森由里子 / 作曲 - タケカワユキヒデ / 編曲 - 山本健司
媒体によってはワッPズのメンバーとして伊藤裕美子もクレジットされている。
エンディングテーマ「やっぱビックリマン!!」
歌 - ニッチモ、SHINES / 作詞 - 谷穂ちろる / 作曲 - 本間勇輔 / 編曲 - 山本健司
挿入歌
「夢飛行 -Fly me to the Dream-」（第22話）
歌 - プッチー&ワープスライダーズ（久川綾はセリフ、KUKO（Waffle）は歌） / 作詞 - 森由里子 / 作曲 - 池毅 / 編曲 - 山本健司
「天使の誓い」（第22話）
歌 - ベリー・オズ（塩沢兼人） / 作詞 - 森由里子 / 作曲 - タケカワユキヒデ / 編曲 - KAZZ TOYAMA
「スーパーゼウスのテーマ」（第26話、第72話）
歌 - J.M.F / 作詞 - 谷穂ちろる / 作曲 - タケカワユキヒデ / 編曲 - KAZZ TOYAMA
「悲劇のクィーン」（第29話）
歌 - マンセーラ・クワイヤ / 作詞 - 反後四郎、森由里子(補作詞) / 作曲 - タケカワユキヒデ / 編曲 - KAZZ TOYAMA
「どーなってんだ!?」（第38話）
歌 - ディオ・コッキー（千葉繁） / 作詞 - 谷穂ちろる / 作曲 - タケカワユキヒデ / 編曲 - KAZZ TOYAMA
1989年「アニメ 新ビックリマン ヒット曲集」が日本コロムビアより発売された。

## 各話リスト
| 話数   | 放送日        | サブタイトル      | 脚本         | 演出     | 作画監督   | 美術            |
| ------ | ------------- | ----------------- | ------------ | -------- | ---------- | --------------- |
| 第1話  | 1989年 4月9日 | 次界がこわれる!   | 富田祐弘     | 貝澤幸男 | 青山充     | 浦田又治        |
| 第2話  | 4月16日       | 聖宝石をさがせ    | 富田祐弘     | 遠藤勇二 | 高橋英吉   | 襟立智子        |
| 第3話  | 4月23日       | 謎? ナゾの殺し屋  | 柳川茂       | 角銅博之 | 三谷節子   | 内川文広        |
| 第4話  | 4月30日       | 危ない!! プッチー | 渡辺麻実     | 矢部秋則 | 小曽根孝夫 | 千田国広        |
| 第5話  | 5月7日        | 超魔獣の眠る塔    | まるおけいこ | 岡佳広   | 二宮常雄   | 井出智子        |
| 第6話  | 5月14日       | 登れ! 命の塔      | 柳川茂       | 貝澤幸男 | 安藤正浩   | 行信三          |
| 第7話  | 5月21日       | コッキーの裏切り  | 五月はじめ   | 遠藤勇二 | 小和田良博 | 襟立智子        |
| 第8話  | 5月28日       | 復活! 緑の楽園    | 柳川茂       | 角銅博之 | 青山充     | 浦田又治        |
| 第9話  | 6月4日        | 美しき女王の伝説  | 渡辺麻実     | 矢部秋則 | 高橋英吉   | 井出智子        |
| 第10話 | 6月11日       | 恐怖! 真珠元の怪  | まるおけいこ | 岡佳広   | 三谷節子   | 内川文広        |
| 第11話 | 6月18日       | しあわせのイモ娘  | 富田祐弘     | 貝澤幸男 | 小曽根孝夫 | 襟立智子        |
| 第12話 | 6月25日       | 真珠の涙が光る時  | 渡辺麻実     | 遠藤勇二 | 安藤正浩   | 浦田又治        |
| 第13話 | 7月2日        | よい子の理想都市  | 富田祐弘     | 角銅博之 | 小和田良博 | 襟立智子        |
| 第14話 | 7月9日        | 勉強すると死刑!?  | 柳川茂       | 矢部秋則 | 高橋英吉   | 内川文広        |
| 第15話 | 7月16日       | 謎の男アッシラ王  | 五月はじめ   | 岡佳広   | 青山充     | 井出智子        |
| 第16話 | 7月23日       | 悪いのはお前だ!!  | 渡辺麻実     | 貝澤幸男 | 三谷節子   | 浦田又治        |
| 第17話 | 7月30日       | 愛と悲しみの襲来  | 富田祐弘     | 角銅博之 | 小曽根孝夫 | 川崎美千代      |
| 第18話 | 8月6日        | めざすは曼聖羅!!  | 富田祐弘     | 遠藤勇二 | 安藤正浩   | 内川文広        |
| 第19話 | 8月13日       | 狙われた聖なる箱  | 柳川茂       | 矢部秋則 | 小和田良博 | 行信三          |
| 第20話 | 8月20日       | ガンバレのりのん  | 五月はじめ   | 岡佳広   | 高橋英吉   | 襟立智子        |
| 第21話 | 8月27日       | 辰統一世の秘密    | 柳川茂       | 貝澤幸男 | 青山充     | 浦田又治        |
| 第22話 | 9月3日        | すべて格闘技の国  | 富田祐弘     | 角銅博之 | 三谷節子   | 井出智子        |
| 第23話 | 9月10日       | 生き残るのは誰!?  | まるおけいこ | 遠藤勇二 | 高橋英吉   | 内川文広        |
| 第24話 | 9月17日       | 対決! 誇り対反則  | 渡辺麻実     | 矢部秋則 | 内山正幸   | 襟立智子        |
| 第25話 | 9月24日       | 真の勇者はだれ!?  | 富田祐弘     | 岡佳広   | 河野宏之   | 浦田又治        |
| 第26話 | 10月1日       | むかし昔の天聖界  | 柳川茂       | 貝澤幸男 | 高橋英吉   | 川崎美千代      |
| 第27話 | 10月8日       | マルコ誕生の秘密  | 五月はじめ   | 角銅博之 | 青山充     | 行信三 伊藤岩光 |
| 第28話 | 10月15日      | 消えちゃったオズ  | まるおけいこ | 遠藤勇二 | 小和田良博 | 襟立智子        |
| 第29話 | 10月22日      | 悲劇の花・曼聖羅  | 渡辺麻実     | 矢部秋則 | 三谷節子   | 浦田又治        |
| 第30話 | 10月29日      | 伝説のヤマト王子  | 柳川茂       | 岡佳広   | 内山正幸   | 井出智子        |
| 第31話 | 11月12日      | 危うし! 音楽の国  | 富田祐弘     | 貝澤幸男 | 河野宏之   | 川崎美千代      |
| 第32話 | 11月19日      | でちゅぴーの初恋  | 五月はじめ   | 志水淳児 | 青山充     | 襟立智子        |
| 第33話 | 11月26日      | よみがえった巨神  | 渡辺麻実     | 角銅博之 | 高橋英吉   | 浦田又治        |
| 第34話 | 12月3日       | 愛のシンフォニー  | 富田祐弘     | 遠藤勇二 | 小和田良博 | 川崎美千代      |
| 第35話 | 12月10日      | 地獄からきたBZ    | 富田祐弘     | 矢部秋則 | 三谷節子   | 行信三          |
| 第36話 | 12月17日      | マルコ次代失格!?  | 五月はじめ   | 岡佳広   | 内山正幸   | 井出智子        |
| 第37話 | 12月24日      | さぐれ! 真実の味  | 柳川茂       | 貝澤幸男 | 河野宏之   | 浦田又治        |
| 第38話 | 12月31日      | B・ゼウスのワナ   | 渡辺麻実     | 角銅博之 | 高橋英吉   | 襟立智子        |
| 第39話 | 1990年 1月7日 | 聖ボットよ永遠に  | 五月はじめ   | 遠藤勇二 | 小和田良博 | 千田国広        |
| 第40話 | 1月14日       | 裏切り者は誰だ?   | 柳川茂       | 矢部秋則 | 内山正幸   | 川崎美千代      |
| 第41話 | 1月21日       | プッチーの秘密    | 渡辺麻実     | 岡佳広   | 三谷節子   | 浦田又治        |
| 第42話 | 1月28日       | めざせ! 愛の宝石  | 富田祐弘     | 貝澤幸男 | 青山充     | 井出智子        |
| 第43話 | 2月4日        | 悪魔はつらいよ    | 五月はじめ   | 角銅博之 | 河野宏之   | 行信三          |
| 第44話 | 2月11日       | 恐怖の復活者たち  | 柳川茂       | 遠藤勇二 | 高橋英吉   | 襟立智子        |
| 第45話 | 2月18日       | あったぞ! 聖宝石  | 富田祐弘     | 矢部秋則 | 内山正幸   | 浦田又治        |
| 第46話 | 2月25日       | プッチー曼聖羅へ  | 渡辺麻実     | 岡佳広   | 小和田良博 | 川崎美千代      |
| 第47話 | 3月4日        | やめて! お母さま  | 五月はじめ   | 角銅博之 | 青山充     | 千田国広        |
| 第48話 | 3月11日       | 恐ろしき異聖神!!  | 柳川茂       | 遠藤勇二 | 三谷節子   | 井出智子        |
| 第49話 | 3月18日       | 死を賭けた真実    | 渡辺麻実     | 志水淳児 | 河野宏之   | 谷口淳一        |
| 第50話 | 3月25日       | いま謎がとかれる  | 富田祐弘     | 矢部秋則 | 高橋英吉   | 襟立智子        |
| 第51話 | 4月1日        | 滅亡か!? 栄光か!? | 富田祐弘     | 貝澤幸男 | 内山正幸   | 川崎美千代      |
| 第52話 | 4月8日        | ハチャメチャ世界  | 富田祐弘     | 岡佳広   | 青山充     | 浦田又治        |
| 第53話 | 4月15日       | ヘンテコリンな玉  | 柳川茂       | 角銅博之 | 小和田良博 | 井出智子        |
| 第54話 | 4月22日       | 魔次郎ベの復讐    | 五月はじめ   | 矢部秋則 | 三谷節子   | 千田国広        |
| 第55話 | 4月29日       | 悪ガキマルコ      | 富田祐弘     | 遠藤勇二 | 河野宏之   | 襟立智子        |
| 第56話 | 5月6日        | 英雄がいっぱい!   | 柳川茂       | 志水淳児 | 高橋英吉   | 浦田又治        |
| 第57話 | 5月13日       | 女の友情だわさ!   | 杉森美也子   | 貝澤幸男 | 三ツ井洋一 | 川崎美千代      |
| 第58話 | 5月20日       | 怪盗対大ドロボー  | 五月はじめ   | 岡佳広   | 小和田良博 | 吉池隆司        |
| 第59話 | 5月27日       | 恐怖のまんじゅう  | 杉森美也子   | 矢部秋則 | 三谷節子   | 井出智子        |
| 第60話 | 6月3日        | 大魔術で教室が!   | 富田祐弘     | 角銅博之 | 河野宏之   | 浦田又治        |
| 第61話 | 6月10日       | なんなんだ黒宝石  | 柳川茂       | 遠藤勇二 | 高橋英吉   | 襟立智子        |
| 第62話 | 6月17日       | ビックリ村の謎    | 柳川茂       | 貝澤幸男 | 三ツ井洋一 | 塩崎広光        |
| 第63話 | 6月24日       | 夢も希望も真っ黒  | 富田祐弘     | 岡佳広   | 青山充     | 川崎美千代      |
| 第64話 | 7月1日        | きた!! 魔漆黒船   | 富田祐弘     | 矢部秋則 | 原田節子   | 千田国広        |
| 第65話 | 7月8日        | 内裏ネイロス誕生  | 柳川茂       | 志水淳児 | 河野宏之   | 井出智子        |
| 第66話 | 7月15日       | 生きのこるために  | 杉森美也子   | 角銅博之 | 高橋英吉   | 襟立智子        |
| 第67話 | 7月22日       | 次界を見捨てろ!!  | 五月はじめ   | 遠藤勇二 | 原田節子   | 堀越幸江        |
| 第68話 | 7月29日       | 輝け! 聖なる光よ  | 富田祐弘     | 貝澤幸男 | 青山充     | 川崎美千代      |
| 第69話 | 8月5日        | ウソと誤解をこえ  | 柳川茂       | 岡佳広   | 河野宏之   | 井出智子        |
| 第70話 | 8月12日       | 愛と地獄の果てに  | 杉森美也子   | 矢部秋則 | 高橋英吉   | 吉池隆司        |
| 第71話 | 8月19日       | 友情をぶっちぎり  | 五月はじめ   | 志水淳児 | 青山充     | 襟立智子        |
| 第72話 | 8月26日       | 永遠なる世界を!!  | 富田祐弘     | 角銅博之 | 原田節子   | 川崎美千代      |

## 放送局
※放送日時は山形テレビ、北日本放送、北陸朝日放送、福井放送、山陰放送、長崎文化放送、熊本朝日放送、テレビ大分を除き1989年8月中旬 - 9月上旬時点、放送系列は放送当時のものとする。
| 放送地域       | 放送局             | 放送系列                                     | 放送日時                  | 備考                                                                       |
| -------------- | ------------------ | -------------------------------------------- | ------------------------- | -------------------------------------------------------------------------- |
| 近畿広域圏     | 朝日放送           | テレビ朝日系列                               | 日曜 8:30 - 9:00          | 制作局 現：朝日放送テレビ。                                                |
| 北海道         | 北海道テレビ       | テレビ朝日系列                               | 日曜 8:30 - 9:00          |                                                                            |
| 青森県         | 青森放送           | 日本テレビ系列 テレビ朝日系列                | 日曜 8:30 - 9:00          | [ 注 6 ]                                                                   |
| 宮城県         | 東日本放送         | テレビ朝日系列                               | 日曜 8:30 - 9:00          |                                                                            |
| 福島県         | 福島放送           | テレビ朝日系列                               | 日曜 8:30 - 9:00          |                                                                            |
| 関東広域圏     | テレビ朝日         | テレビ朝日系列                               | 日曜 8:30 - 9:00          |                                                                            |
| 新潟県         | 新潟テレビ21       | テレビ朝日系列                               | 日曜 8:30 - 9:00          |                                                                            |
| 長野県         | テレビ信州         | 日本テレビ系列 テレビ朝日系列                | 日曜 8:30 - 9:00          |                                                                            |
| 静岡県         | 静岡けんみんテレビ | テレビ朝日系列                               | 日曜 8:30 - 9:00          | 現：静岡朝日テレビ。                                                       |
| 中京広域圏     | 名古屋テレビ       | テレビ朝日系列                               | 日曜 8:30 - 9:00          |                                                                            |
| 広島県         | 広島ホームテレビ   | テレビ朝日系列                               | 日曜 8:30 - 9:00          |                                                                            |
| 山口県         | 山口放送           | 日本テレビ系列 テレビ朝日系列                | 日曜 8:30 - 9:00          |                                                                            |
| 香川県・岡山県 | 瀬戸内海放送       | テレビ朝日系列                               | 日曜 8:30 - 9:00          |                                                                            |
| 福岡県         | 九州朝日放送       | テレビ朝日系列                               | 日曜 8:30 - 9:00          |                                                                            |
| 鹿児島県       | 鹿児島放送         | テレビ朝日系列                               | 日曜 8:30 - 9:00          |                                                                            |
| 鳥取県・島根県 | 日本海テレビ       | 日本テレビ系列                               | 日曜 8:30 - 9:00          | 1989年9月まで同時ネット 24時間テレビ放送中でも飛び降りてネット受けしていた |
| 鳥取県・島根県 | 山陰放送           | TBS系列                                      |                           | 1989年10月から遅れネット                                                   |
| 長崎県         | 長崎放送           | TBS系列                                      | 水曜 17:00 - 17:30        | 1989年8月16日から1990年3月まで                                             |
| 長崎県         | 長崎文化放送       | テレビ朝日系列                               | 日曜 8:30 - 9:00          | 1990年4月開局から                                                          |
| 熊本県         | テレビ熊本         | フジテレビ系列 テレビ朝日系列                | 土曜 7:30 - 8:00          | 1989年9月まで遅れネット                                                    |
| 熊本県         | 熊本朝日放送       | テレビ朝日系列                               | 日曜 8:30 - 9:00          | 1989年10月開局から                                                         |
| 秋田県         | 秋田テレビ         | フジテレビ系列                               | 木曜 17:30 - 18:00        |                                                                            |
| 山形県         | 山形テレビ         | フジテレビ系列                               | 月曜 16:30 - 17:00        |                                                                            |
| 富山県         | 北日本放送         | 日本テレビ系列                               | 月曜 17:00 - 17:30        | 1991年3月4日から1992年9月14日まで放送                                      |
| 石川県         | 北陸朝日放送       | テレビ朝日系列                               | 月曜 - 木曜 17:30 - 18:00 | 本放送終了後の1993年に放送。                                               |
| 福井県         | 福井放送           | 日本テレビ系列                               | 火曜 17:00 - 17:30        | 1991年2月5日まで放送                                                       |
| 大分県         | テレビ大分         | フジテレビ系列 日本テレビ系列 テレビ朝日系列 | 金曜 16:30 - 17:00        |                                                                            |

## 映像ソフト化
以下、いずれも発売元は東映ビデオ。
DVD-BOX「新ビックリマン コンプリートDVD」
2005年12月9日から2006年3月21日にかけて、全2巻をリリース。各巻36話収録。
DVD「新ビックリマン」（単巻版）
2007年6月21日 - 9月21日にかけて、全12巻をリリース。各巻6話収録。
DVD-BOX「新ビックリマン DVD-COLLECTION」
- 2017年9月13日に、全2巻を同時リリース。上記DVD-BOXの廉価版。

## 関連書籍
MOVIEコミックス 新・ビックリマン おもしろランド
- ②（第5話〜第8話収録） ISBN 4-253-09856-8
- ④（第13話〜第17話収録） ISBN 4-253-09858-4
- ⑥（第22話〜第25話収録） ISBN 4-253-09860-6

## 懸賞ビデオ「西暦1999 ファンタジー」
原作シール22弾の発売時期に制作された懸賞ビデオ。マルコら一行がダークマター（「ダークマスター」と呼称）により、1999年の東京に飛ばされ、欲望を吸収し巨大になったブラックゼウスと戦うストーリー。中盤では原作シールの今までの展開を振り返るコーナーも設けられている。後にDVD最終巻の映像特典として収録された。
登場人物
マルコら4人とブラックゼウスとスーパーゼウスはテレビシリーズと同じキャスト。ダークマターはテレビシリーズに先がけて登場するために、キャストは異なる。
マコト
声 - 山田栄子
現代の少年。かつて集めていたビックリマンシールと同じ姿のマルコらが現れたことに驚く。
マリ
声 - 鈴木砂織
マコトの妹。悪魔化した人間によりブラックゼウスのもとに連れて行かれる。
メイドン遊使
声 - 上村典子
六聖球を導き、神帝たちのルーツ（子孫、生まれ変わりといった意味）であるメイドン天使5人が登場。マコトを促し、彼のルーツらしき「FuzzyMR.」を顕現させる。
ダークマター
声 - 飯塚昭三
TVアナウンサー
声 - 田中和実
タンゴ博士
声 - 田中秀幸
シール開発者、反後四郎をモチーフにしたキャラクター。原作シールの歴史の解説コーナーに登場。
東京の人々
ビックリマンのキャラクターによく似たデザインをしている。悪魔化し、暴徒となってしまう。